# Matadjana
La ville de Matadjana est une ville tchadienne, chef-lieu du département de Mégri.
la ville de Matadjana est l'une des villes les plus anciennes de l'Est du Tchad, elle avait un marché hebdomadaire avant l’indépendance du Tchad. Aujourd'hui son marché est devenu quotidien mais les villageois environnants se ressemblent tous les mercredis, ce qui lui fait un centre de rencontre de milliers de personnes, chaque mercredi.

## Ressources
Les voies de communications sont nombreuses, les principales sont Matadjana-Biltine (Ouest), Matadjana-Iriba (Est), Matadjana-Guereda (Sud), Matadjana-Kalait (Nord), etc.
Matadjana est une ville touristique grâce à sa faune, sa flore, ses arts et sa culture. Elle dispose de richesses touristiques comme les paysages semi-désertique, la savane, les roches variées de la région (granite,basalte, marbre, calcaire, etc.).